# بوب ديماركو
بوب ديماركو (بالإنجليزية: Bob DeMarco) هو لاعب كرة قدم أمريكية أمريكي، ولد في 16 سبتمبر 1938 في جيرسي سيتي في الولايات المتحدة.

## وصلات خارجية
- بوب ديماركو على موقع مرجع كرة القدم المحترفة.كوم (الإنجليزية)